# 26333 Joachim
26333 Joachim è un asteroide della fascia principale. Scoperto nel 1998, presenta un'orbita caratterizzata da un semiasse maggiore pari a 2,3227401 UA e da un'eccentricità di 0,1769633, inclinata di 4,53476° rispetto all'eclittica.